# 250 v. Chr.
Portal Geschichte | Portal Biografien | Aktuelle Ereignisse | Jahreskalender | Tagesartikel

◄ |
4. Jahrhundert v. Chr. |
3. Jahrhundert v. Chr. |
2. Jahrhundert v. Chr. |
►

◄ | 270er v. Chr. | 260er v. Chr. | 250er v. Chr. | 240er v. Chr. |
230er v. Chr. |
►

◄◄ | ◄ | 253 v. Chr. | 252 v. Chr. | 251 v. Chr. | 250 v. Chr. |
249 v. Chr. |
248 v. Chr. |
247 v. Chr. |
► |
►►
Staatsoberhäupter

## Ereignisse

### Politik und Weltgeschehen

#### Östliches Mittelmeer
- Nach dem Tod von König Magas von Kyrene wird Demetrios der Schöne, der Halbbruder des makedonischen Königs Antigonos Gonatas, dessen Nachfolger.

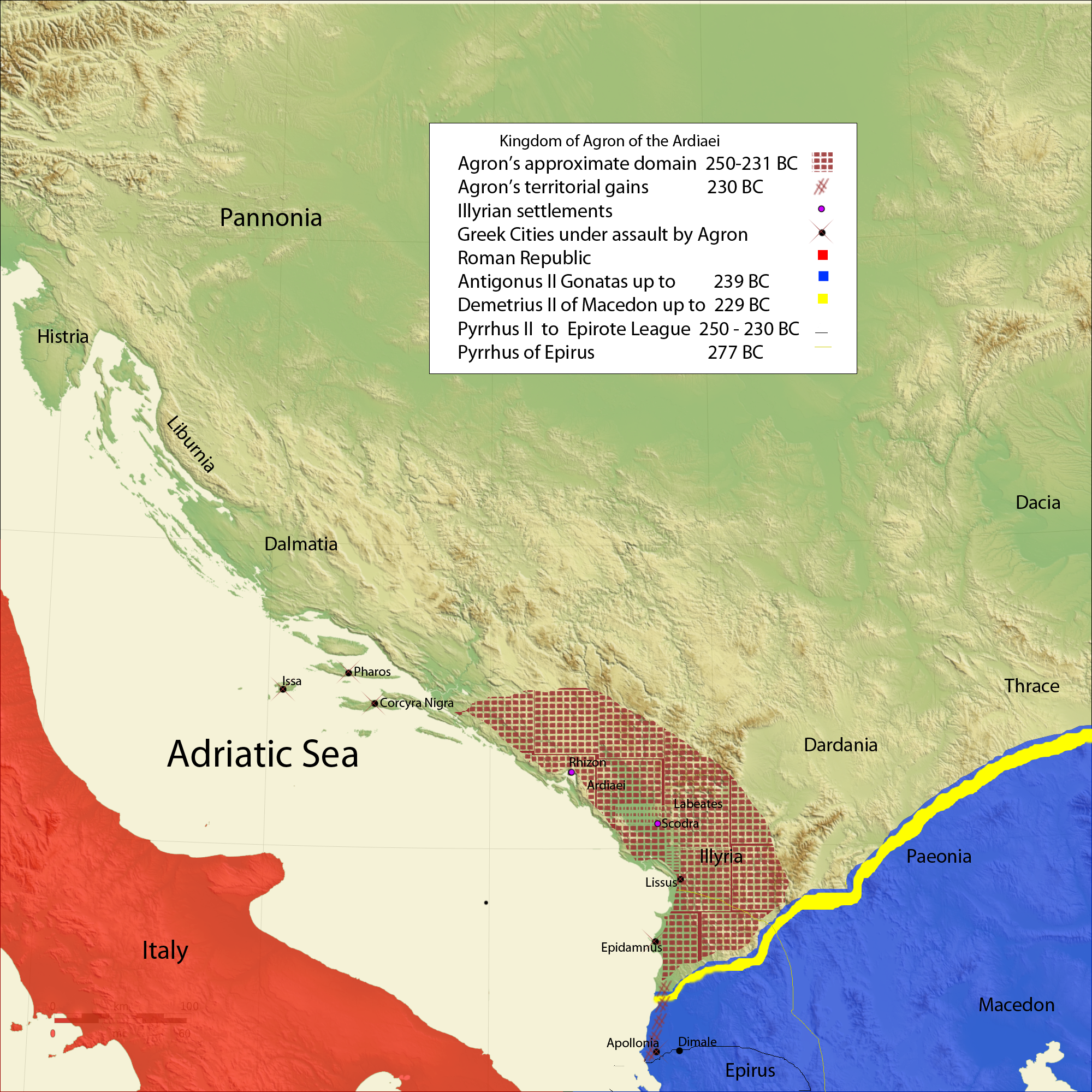
Agrons Reich

- Agron, Sohn des Pleuratus, wird König der Illyrer.

- um 250 v. Chr.: Übersetzung der Septuaginta ins Griechische
- um 250 v. Chr.: Entstehung des alttestamentlichen Buches Kohelet

#### Westliches Mittelmeer und restliches Europa
- Selinunt wird im Ersten Punischen Krieg zerstört.
- Die Römer belagern den karthagischen Stützpunkt Lilybaeum sowohl von der Landseite als auch durch ihre Flotte.
- um 250 v. Chr.: Die keltischen Parisier gründen auf einer Seine-Insel das Fischerdorf Lutuhezi, Keimzelle des späteren Paris.

#### Zentralasien

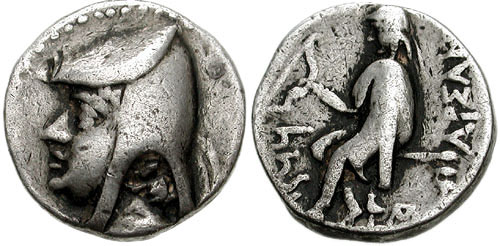
Münze von Arsakes I.

- Die Parther starten unter ihrem Anführer Arsakes I. die Angriffe auf die persischen Gebiete des Seleukidenreichs (Die Kämpfe dauern bis 238 v. Chr.).
- um 250 v. Chr.: Mithridates II. folgt seinem Vater Ariobarzanes als König von Pontos.

#### Indien
- um 250 v. Chr.: Erste Erwähnung von Mumbai als Heptanesia. Es gehört zum Maurya-Reich des Ashoka.

#### Kaiserreich China
- Im chinesischen Reich Qin regiert nach dem Tod des Zhaoxiang zunächst Xiaowen, der nach wenigen Monaten von Zhuangxiang abgelöst wird.
- Der chinesische Kanzler Lü Buwei beginnt mit den Aufzeichnungen für das philosophische Werk Lüshi chunqiu (Frühling und Herbst des Lü Buwei).

#### Afrika

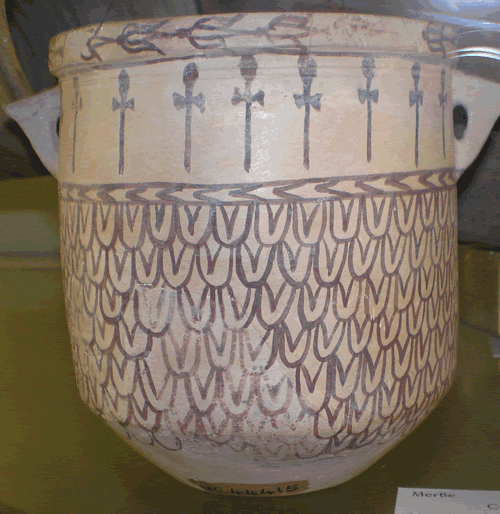
Bemaltes Keramikgefäß aus Meroe

- um 250 v. Chr.: Ergamenes (Arkamani) ist der erste der nubischen Könige, der in Meroe bestattet wird.

#### Amerika
- um 250 v. Chr.: Besiedelung Trinidads durch Keramik verwendende Bauern.

### Wissenschaft und Technik

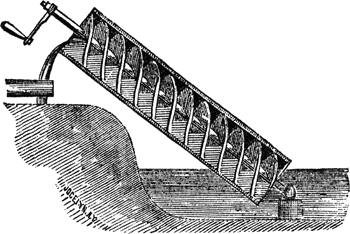
Eine typische archimedische Schraube

- um 250 v. Chr.: Archimedes entwickelt die Archimedische Schraube. Außerdem entdeckt er das Archimedische Prinzip („Heureka“-Anekdote).
- um 250 v. Chr.: Erasistratos untersucht das menschliche Gehirn und unterscheidet Großhirn (Cerebrum) und Kleinhirn (Cerebellum).
- um 250 v. Chr.: Ktesibios konstruiert eine Wasserorgel.

### Kultur
- um 250 v. Chr.: Entstehung des Liber Linteus, des ältesten erhaltenen Textes in etruskischer Sprache

## Gestorben
- um 250 v. Chr.: Magas, König von Kyrene
- um 250 v. Chr.: Timaios von Tauromenion, griechischer Historiker (* ca. 345 v. Chr.)
- um 250 v. Chr.: Ergamenes (Arkamani), König von Nubien